# Opactwo Maria Laach
Opactwo Maria Laach (niem. Abtei Maria Laach) – klasztor benedyktyński w Niemczech nad Laacher See (góry Eifel), przykład sztuki romańskiej doby Hohenstaufów. Założony w 1093. W 1127 erygowany jako opactwo, któremu papież Innocenty II nałożył zwyczaje z Cluny. Po sekularyzacji na początku XIX w. opactwo było placówką jezuitów. Benedyktyni powrócili w 1892 r. i pozostali do dzisiaj. Odnowione opactwo było fundacją opactwa św. Marcina w Beuron i weszło w skład Kongregacji Beuron.

## Historia

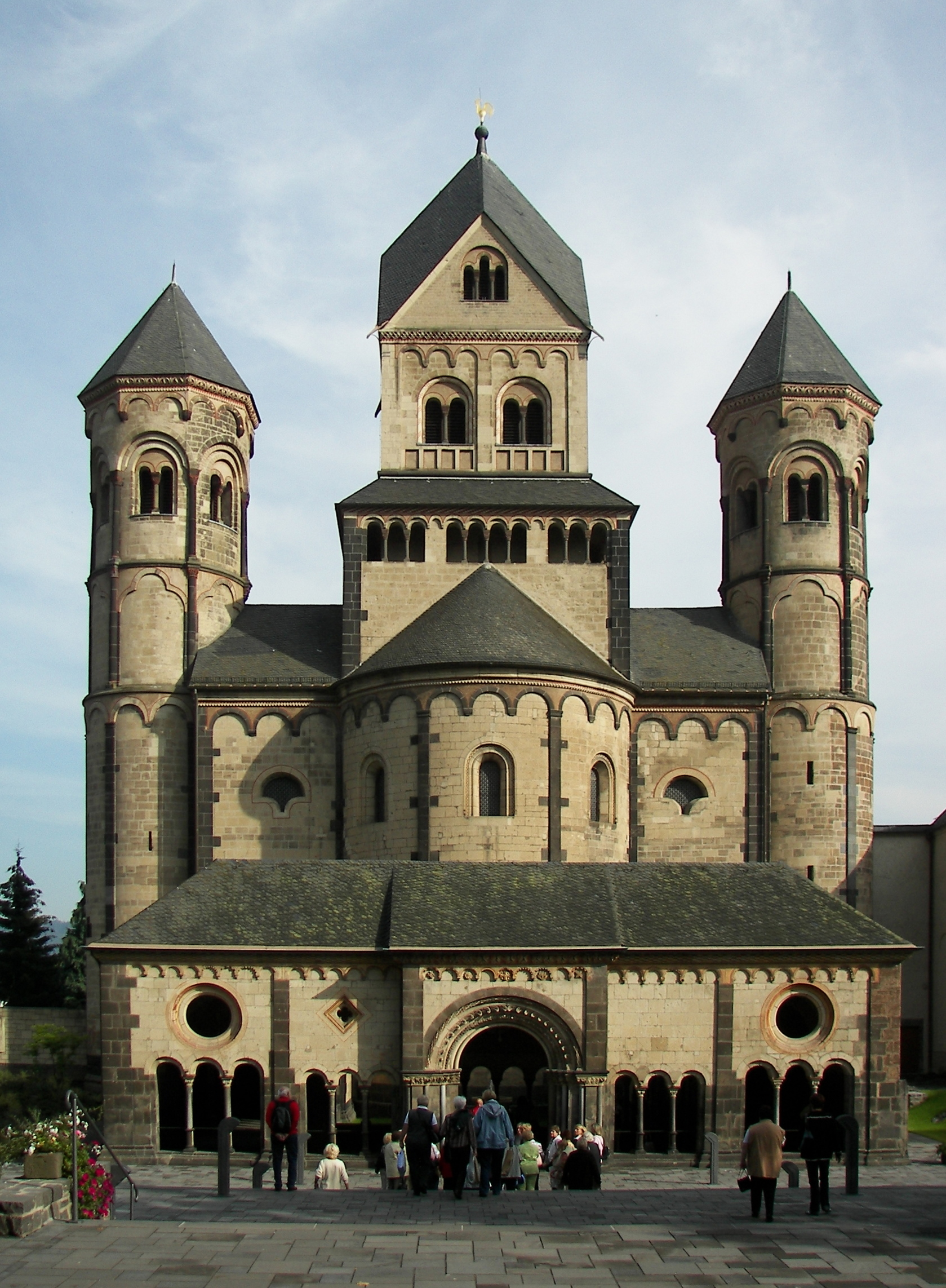
Widok na fasadę kościoła

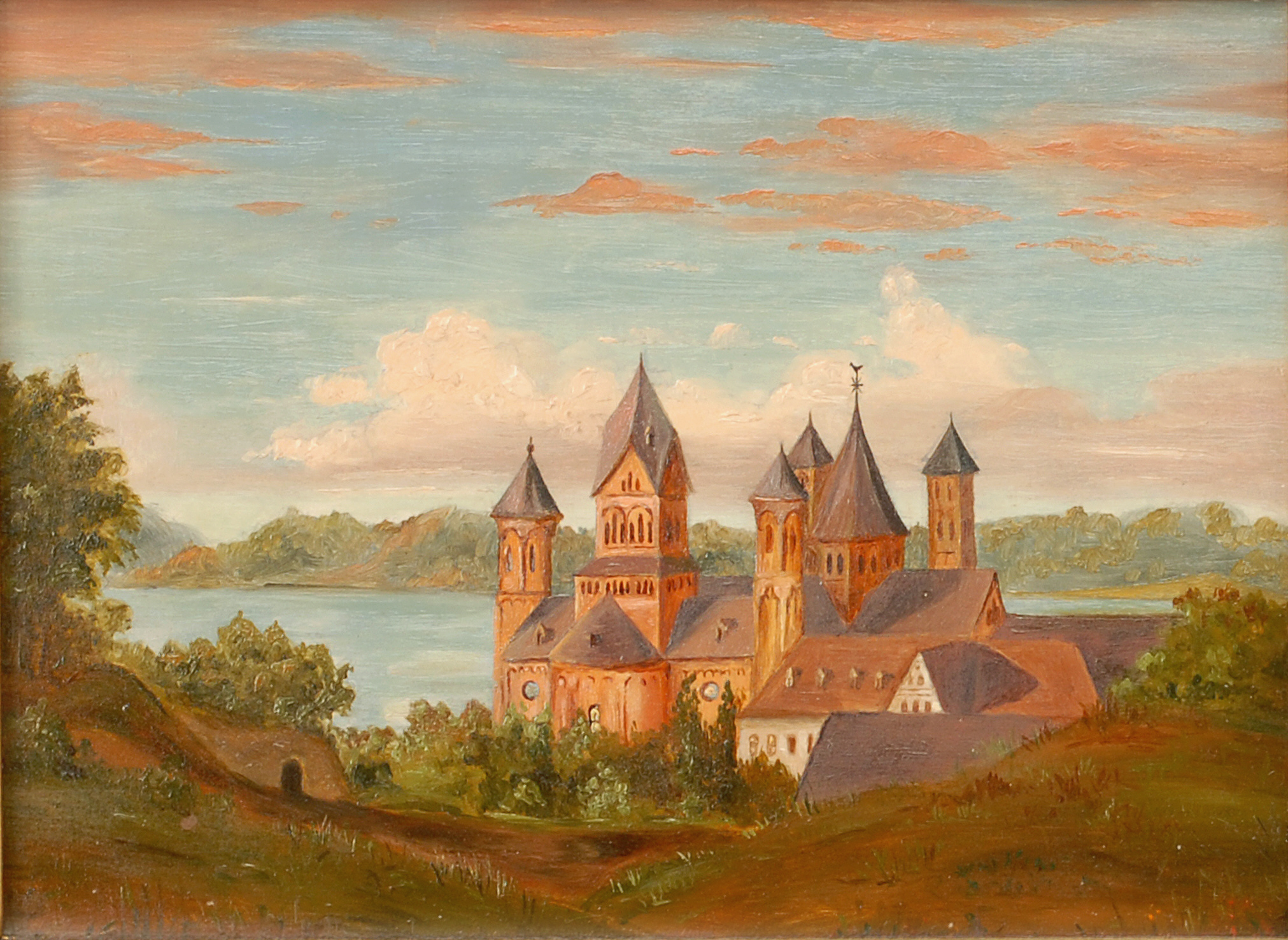
Opactwo Maria Laach przed 1800, w obrazie Daniela Heinricha Deliuss

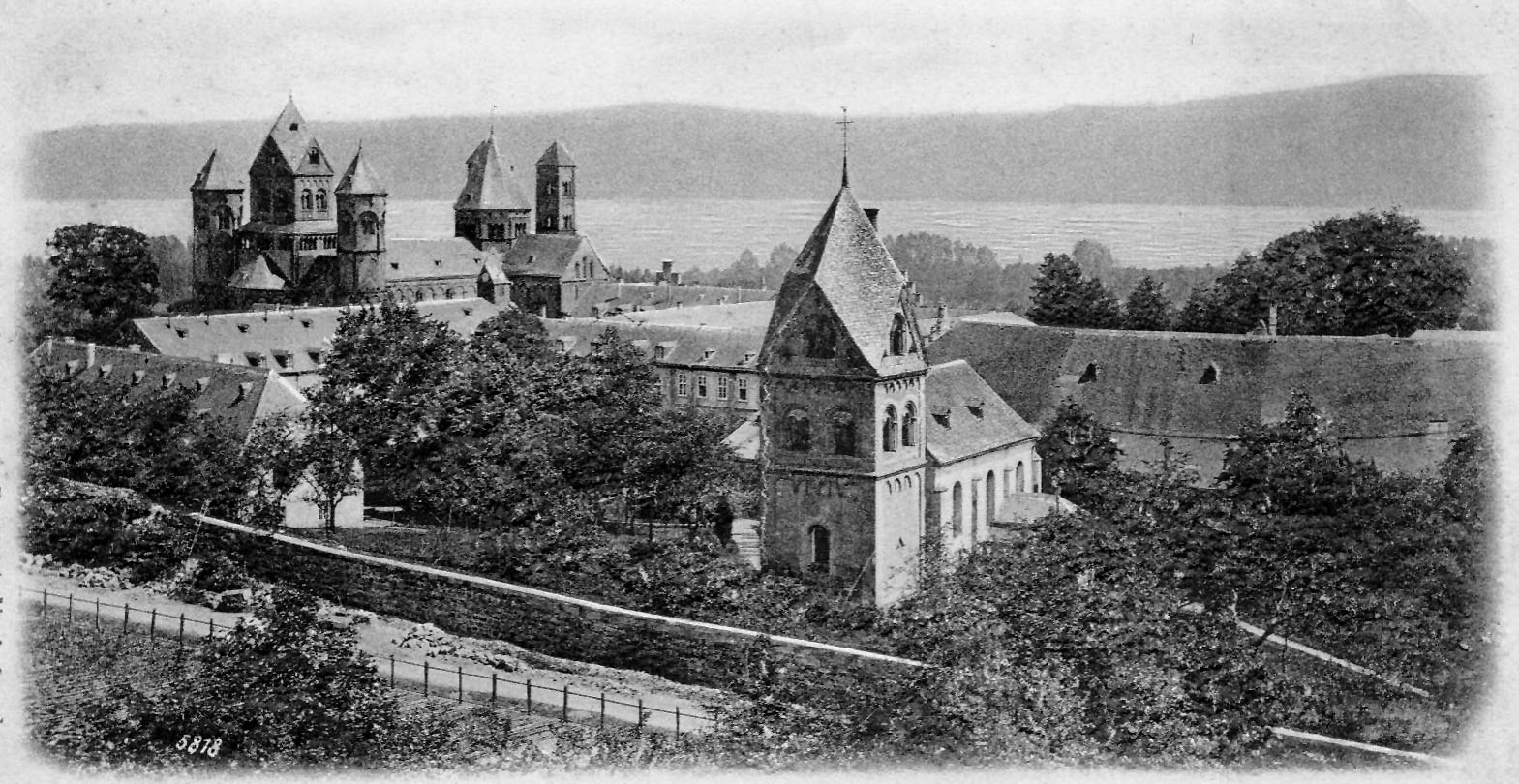
Widok opactwa (zdjęcie z 1900)

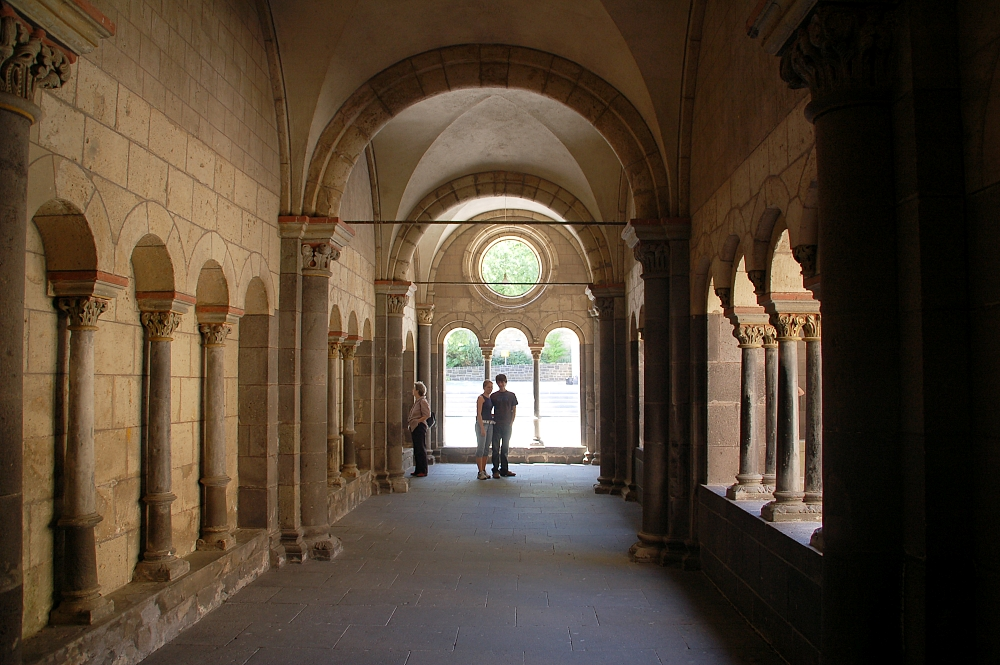
Fragment wnętrza atrium

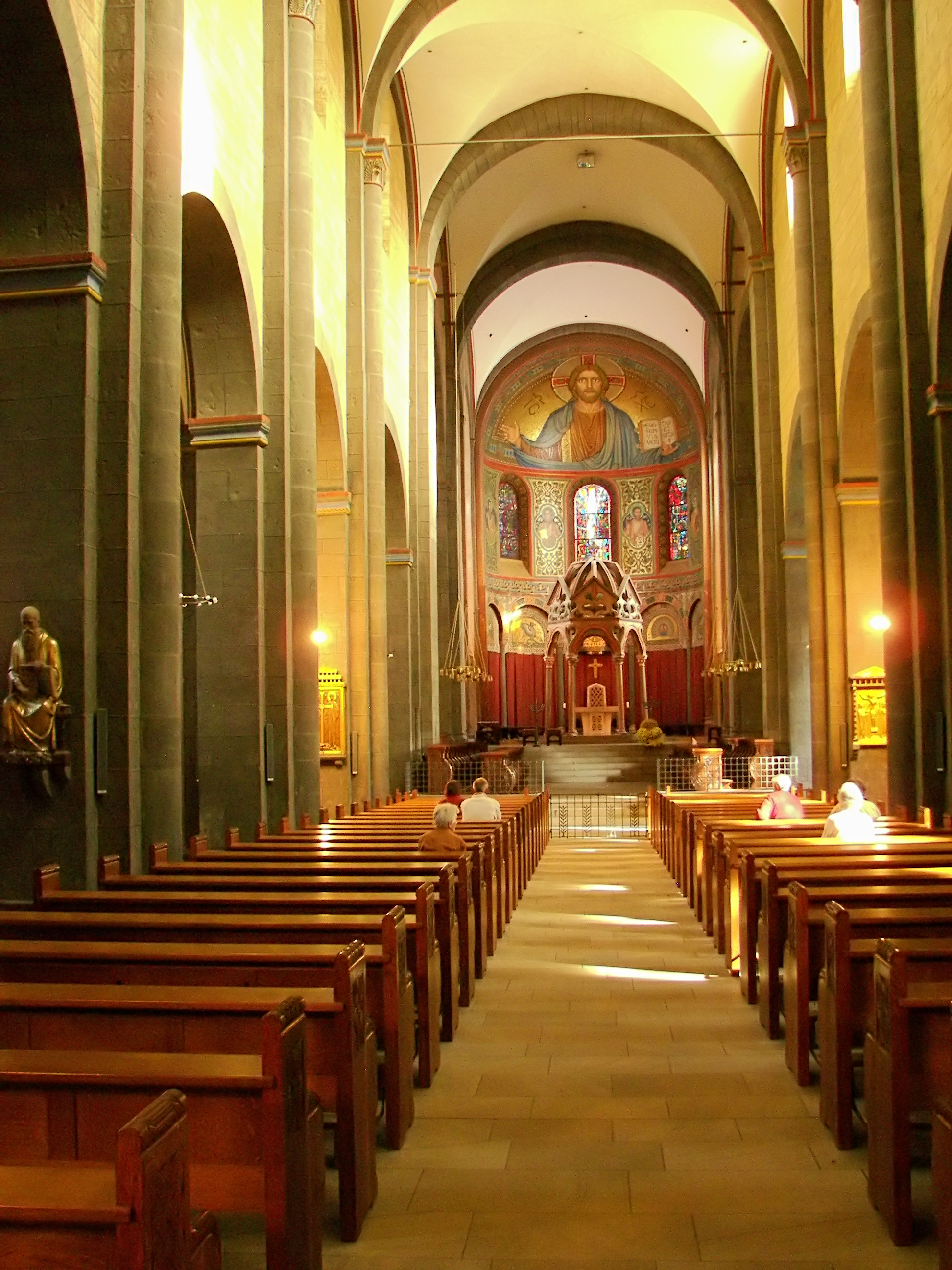
Wnętrze kościoła

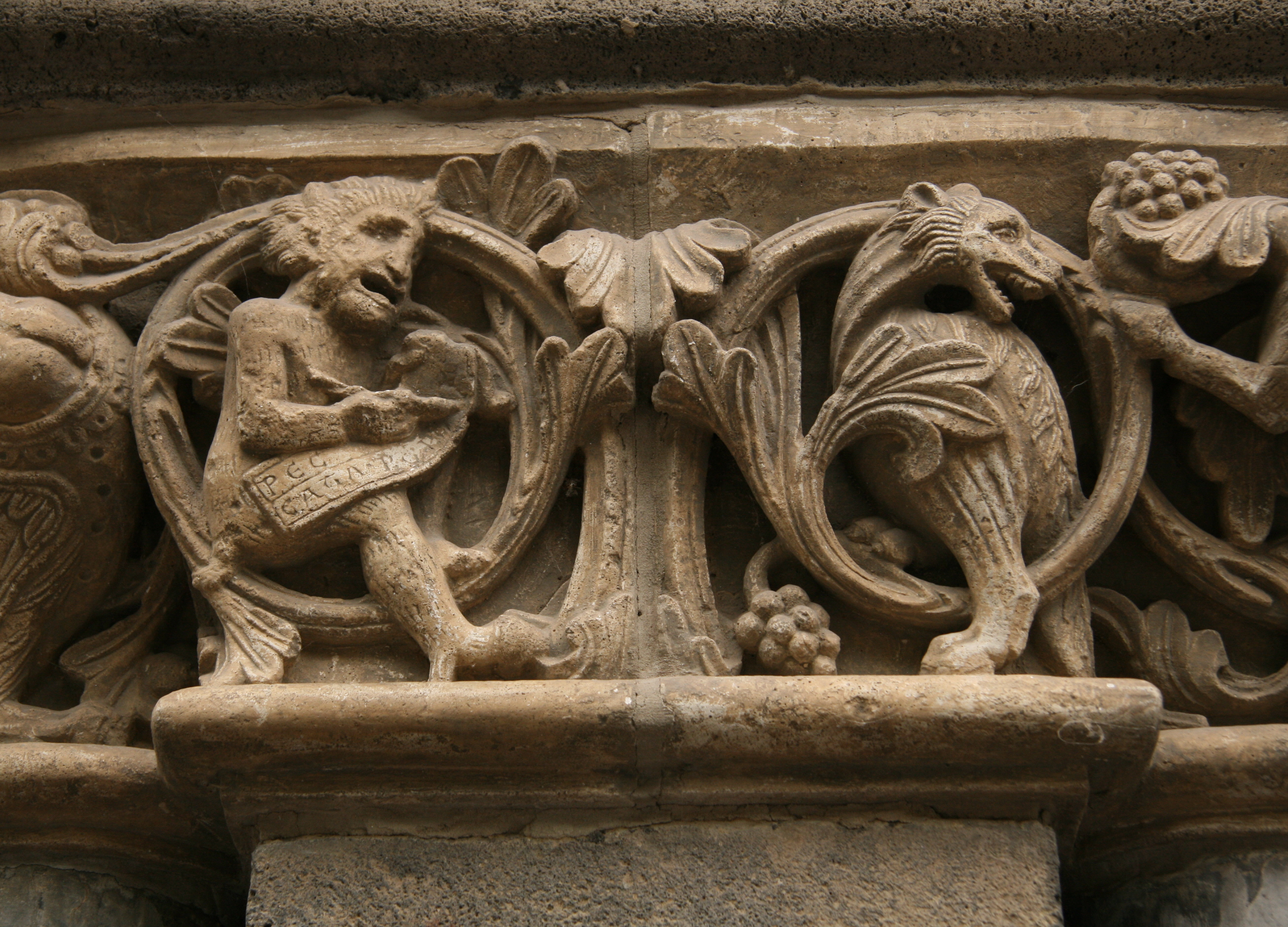
Fragment romańskiej dekoracji rzeźbiarskiej

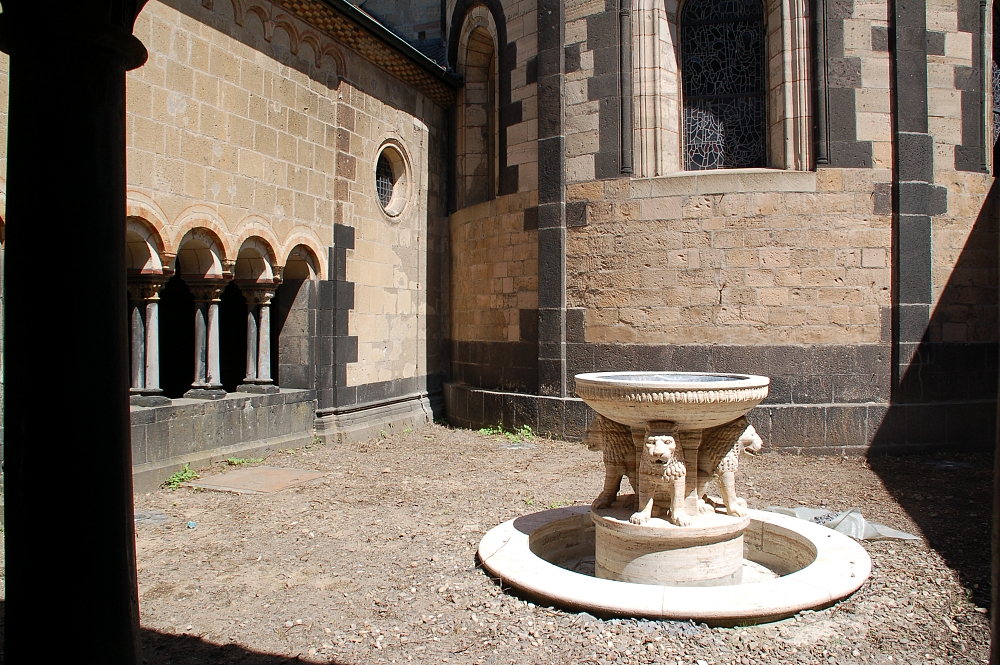
Dziedziniec atrium z fontanną

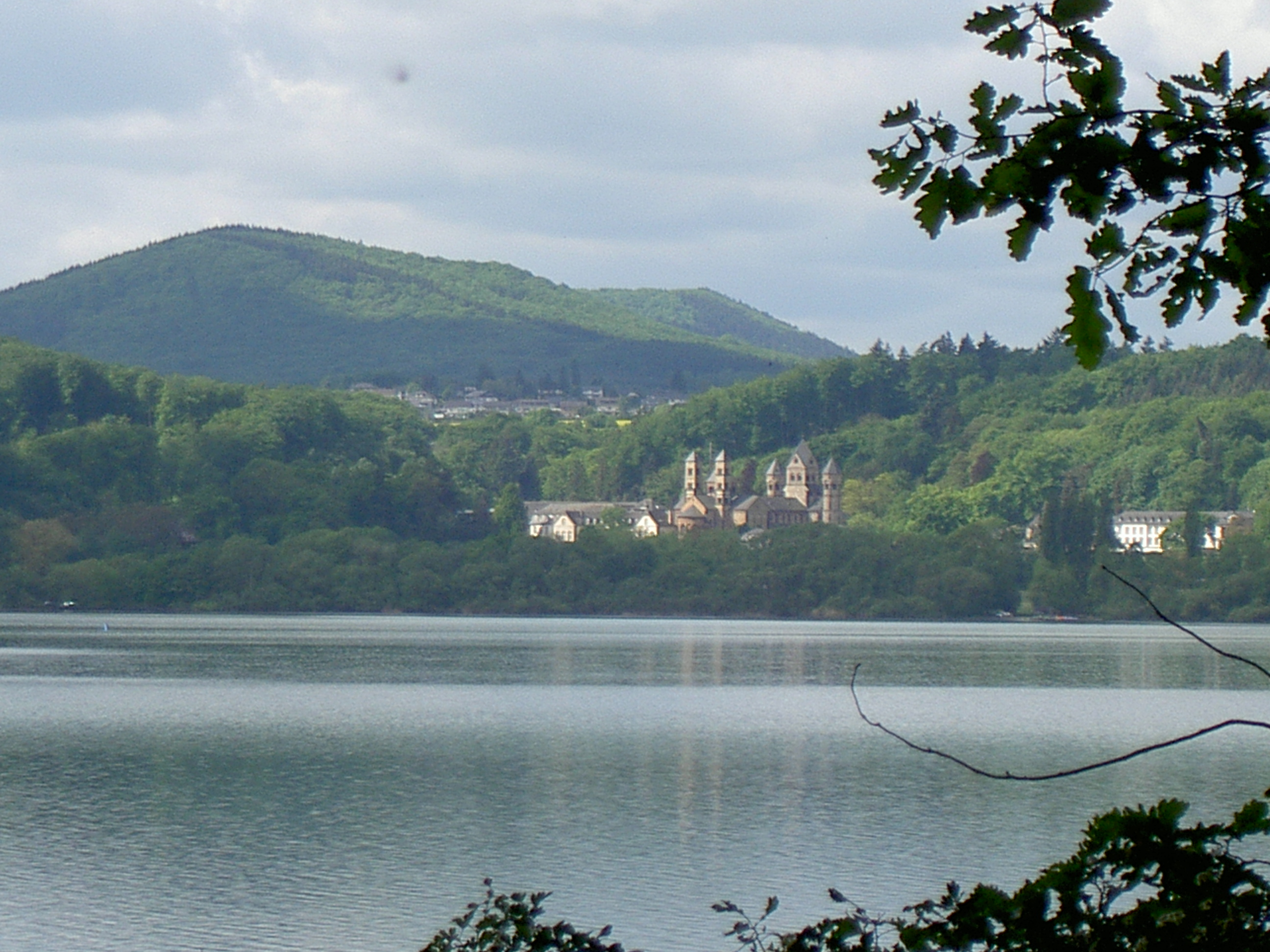
Jezioro Laacher See i opactwo

Opactwo Maria Laach zostało założone w 1093 jako fundacja palatyna reńskiego Henryka II (zm. 1095) i jego żony Adelajdy (zm. 1100). Położone jest przy jeziorze naprzeciwko niegdyś istniejącego zamku Laach. Akt fundacyjny brzmiał następująco:
„W Imię Świętej i Niepodzielnej Trójcy. Ja, Henryk, z Bożej Łaski książę palatyn Nadrenii i pan Laach niniejszym oświadczam: Jako że jestem bez dziecka, dla zbawienia mojej duszy i osiągnięcia wiecznego życia, wraz ze zgodą i pomocą mojej żony ofiaruję na miejscu odziedziczonym po ojcu, to znaczy w Laach, klasztor pod wezwaniem Świętej Matki Bożej i Świętego Mikołaja, jako siedzibę dla tych którzy przyjmą regułę zakonną”.
Fundacja została zaakceptowana i nadzorowana przez arcybiskupa trewirskiego i pierwszych mnichów z klasztoru Św. Maksymina k. Trewiru. Klasztor wzniesiono po zachodniej stronie jeziora Laacher See.
Nazwa "Laach" w języku staroniemieckim oznaczała jezioro, jako nazwa własna była zastrzeżona dla fundacji klasztornych zakładanych przy jeziorach. Dopiero w XIX wieku pojawia się nazwa Maria Laach, zaś jezioro, przy którym znajduje się opactwo nazywa się dziś Laacher See. W źródłach pisanych łaciną przeważa nazwa klasztoru Abbatia ad Lacum.
Do budowy opactwa Henryk II sprowadził budowniczych z Lombardii. Fundamenty pod dzisiejszy kościół zostały położone pod koniec 1093. Do śmierci Henryka wzniesiono kryptę oraz przyziemia kościoła. W 1100, kiedy zmarła księżna Adelajda prace zostały przerwane.
W 1112, książę Zygfryd z Ballenstedt, pasierb Henryka, podarował nieukończone opactwo zakonnikom z klasztoru Affligem którym zarządzał przeor Gilbert z Affligem. Wpierw Maria Laach było filią Afflingen. W 1127 Gilbert został także przeorem nowego opactwa. Za jego przeoratu, w 1138 Maria Laach stał się niezależnym ośrodkiem monastycznym.
Prace budowlane kontynuowano w zadatku po sukcesorze Gilberta – Fulbercie (1152-1177). W roku 1156 ukończono kryptę, wzniesiono korpus nawowy oraz chór zachodni. Kościół poświęcił arcybiskup trewirski 24 VIII 1156. Dzięki fundacji księżnej Hedwig von Are (zatwierdzonej w 1170) w 1177 ukończono wschodnią wieżę i częściowo zbudowano od strony zachodniej arkadowe atrium.
Zachodnią kruchtę oraz zabudowę wokół dziedzińca atrium zwany "Rajem" w zbudowano w latach 1220-1230 pod patronatem opata Gregora (1217-1235). Ponadto ostatecznie ukończono zachodnie wieże, wymieniono także dachy, oraz drewniane stropy na kamienne sklepienia kolebkowe.

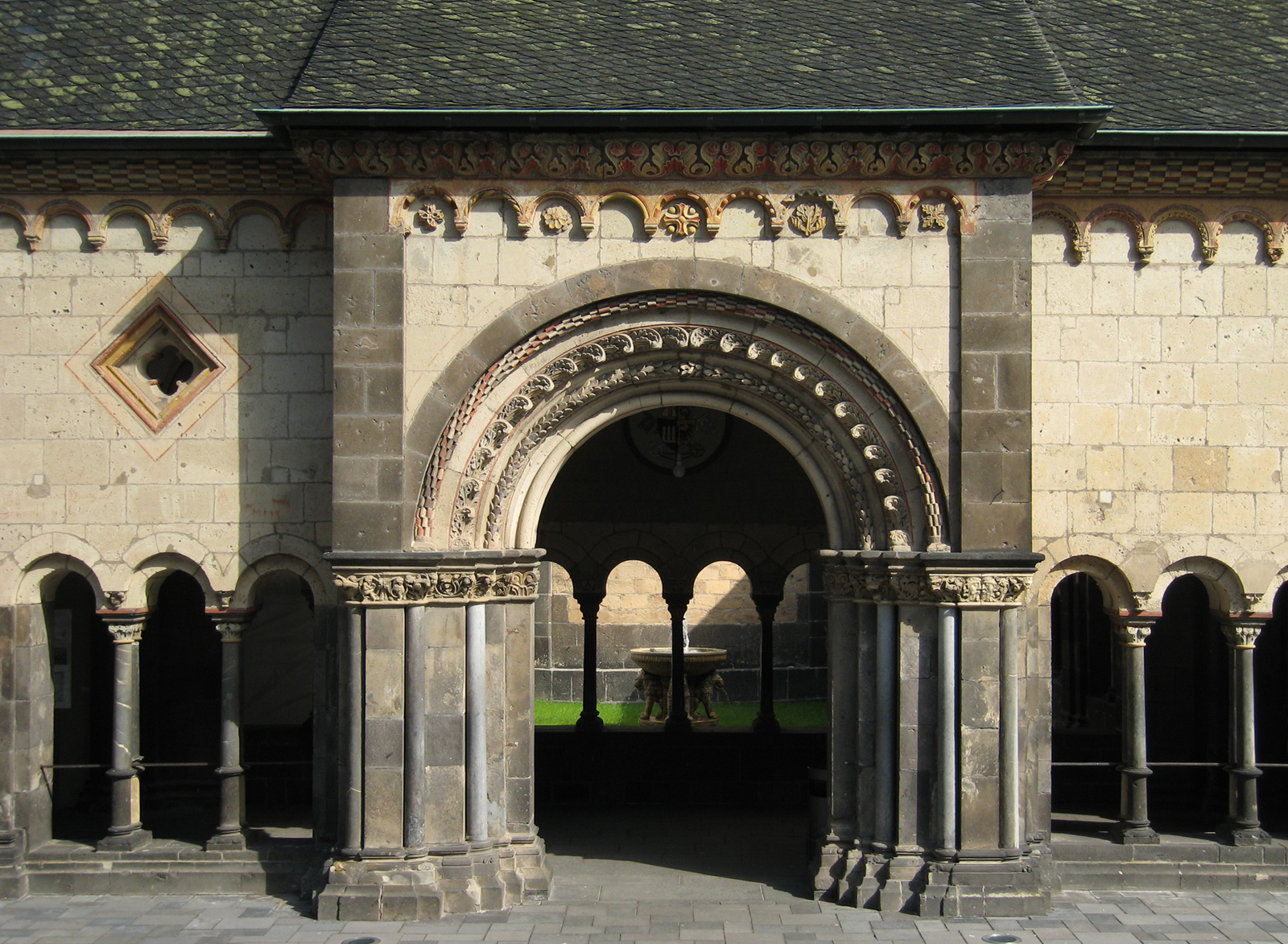
Wejście główne do atrium

Za rządów opata Dietricha II von Lehmen (1256-1295) dokonano szereg reform w życiu gospodarczym i monastycznym. Klasztor nabył szereg majątków, przede wszystkim pola uprawne i winnice. Ponadto wkład Dietricha objął drobne inwestycje budowlane na terenie opactwa. W 1270 Dietrich zlecił wykonanie pomnika nagrobnego pierwszego założyciela opata Gilberta, którego miejsce pochówku przeniesiono do nawy głównej.
W XV wieku klasztor stał się jednym z ważniejszych ośrodków nauki, kiedy urząd opata sprawował Simon von der Leyen (1491-1512) wnętrze kościoła otrzymało dekorację freskową (do dziś zachowały się fragmenty tych malowideł, głównie w zachodniej części korpusu nawowego.
Na przełom XVII-XVIII w. za urzędowania Placidusa Kessenicha przypada gruntowna barokizacja wnętrza. Grobowiec Gilberta przeniesiono do chóru zachodniego (zachował się do dziś), wnętrze otrzymało nowy barokowy wystrój – ołtarze, ambonę, stalle, oraz organy.
Kres wielowiekowej tradycji monastycznej w Maria Laach położyło przejęcie opactwa przez Napoleona 6 sierpnia 1802. Dokonano sekularyzacji klasztoru, a zakon został skasowany. Opactwo było w rękach wojsk francuskich, a od 1815 pruskich. Bogate majątki klasztoru sprzedano, zaś w 1855 podpalono wnętrza opactwa, lecz najstarsza substancja zabytkowa szczęśliwie ocalała ze zniszczeń. W 1864, opactwo znalazło się w rękach jezuitów, którzy w budynkach klasztornych założyli szkołę. Odbudowano dawne frontowe skrzydło, zaś zabudowania gospodarcze wzbogacono o nowe stodoły. Natomiast kościół znajdował się w opiece państwa, wówczas dokonano restauracji świątyni. W ramach Kulturkampfu w 1873 wydalono jezuitów z klasztoru.
Na schyłek XIX wieku przypada reaktywacja benedyktyńskiego życia zakonnego. Zakonników sprowadzono z opactwa Beuron. W 1893 Maria Laach ponownie otrzymało status opactwa. Pierwszym przeorem reaktywowanego monasterium został Willibrod Benzler, późniejszy biskup Metz. Cesarz Wilhelm II objął mecenat nad odnową opactwa. Nawiązując do idei dawnego Cesarstwa Rzymskiego ściany kościoła pokryto nową mozaiką nawiązującą do dawnych mozaik katedry w Monreale.

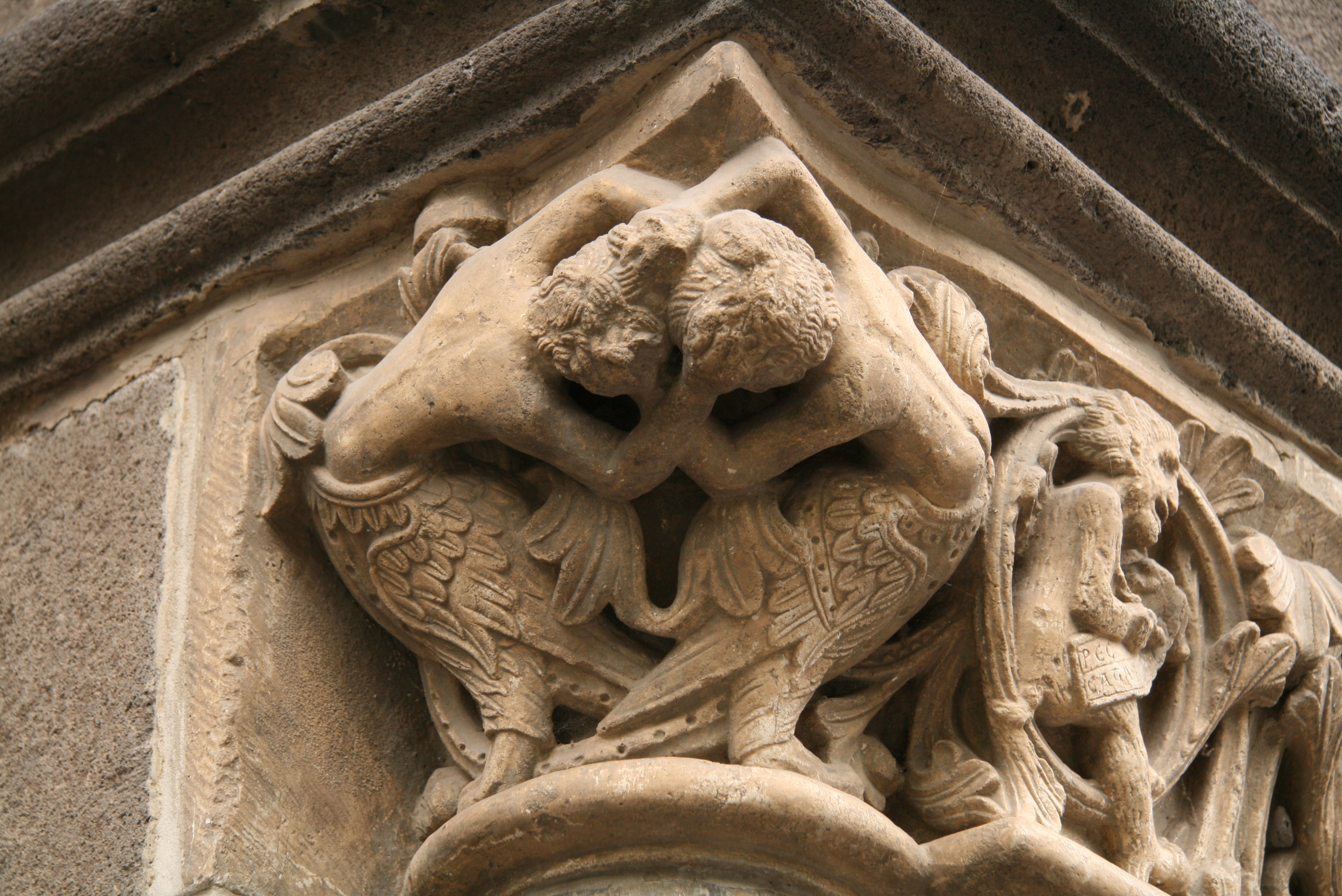
Fragment dekoracji portalu południowego

Opactwo z czasem stało się ośrodkiem promieniującym kulturalnie i ekonomicznie. W epoce Ruchu Liturgicznego stało na czele w Niemczech dzięki działalności znakomitych liturgistów, takich jak Ildefons Herwegen, L. C. Mohlberg, Odo Casel, O. Heiming, A. Meyer. Opactwo wydawało kilka czasopism teologicznych i wiele książek. O prężności tego opactwa świadczy powołanie Akademii Benedyktyńskiej w 1930, która w 1948 przyjęła strukturę Instytutu Liturgicznego opata Herwegena z przeznaczeniem dla studiów liturgicznych i poszukiwań monastycznych.

## Architektura
Opactwo Maria Laach o charakterystycznej sylwetce jest uosobieniem dla romańskiego budownictwa sakralnego z czasów Hohenstaufów. Wpisane w malowniczy pejzaż widoczne jest z przeciwległych stron jeziora Laacher See, co do dziś pozwala odczytać jakimi kategoriami kierowali się benedyktyni, jeśli chodzi o topografię – z dala od wszelkich założeń urbanistycznych, najlepiej na górze, wśród gór, nieopodal rzeki, jeziora, czy na wyspie. Kościół klasztorny stanowi kwintesencję formalnie idealnej świątyni z czasów romańskich za sprawą zarówno jak struktury, jak wyglądu poszczególnych elewacji.

### Układ przestrzenny
Kościół jest trójnawową dwuchórową bazyliką z jednym transeptem. Korpus nawowy składa się z pięciu prostokątnych przęseł nawy głównej, oraz tyle samo w nawach bocznych, a więc nie zastosowano tutaj charakterystycznego dla ówczesnych budowli sakralnych systemu wiązanego. Zróżnicowano plan zamkniętych półokrągłymi absydami chórów. Chór wschodni jest wydłużony, poprzedzony szerokim transeptem którego oba ramiona są od wschodu zamknięte absydami. Ta część mocno odstępuje od całości bryły. Chór zachodni stanowi jedno przęsło zintegrowane z ramionami transeptu, które nie odstępują poza lico naw bocznych (poza ogrągłymi wieżami zamykającymi transept). Późniejsze, XIII-wieczne atrium składa się z trzech ramion, każde z nich składa się z czterech przęseł. Połączone jest z transeptem zachodnim kościoła, gdzie znajdują się wejścia do wewnątrz.

### Wnętrze
Pod względem architektury wnętrze kościoła zaskakuje oszczędnością środków wyrazu. Nie ma tu na większą skalę dekoracji rzeźbiarskiej, przez co podziały architektoniczne i struktura przestrzenna wnętrza są silnie wyeksponowane. Wnętrze wszystkich naw nakryte jest sklepieniem krzyżowo-kolebkowym z monumentalnymi gurtami, które nadają ciężkości sklepieniu. Gurty są wsparte na półokrągłych masywnych służkach przylegających do prostokątnych półfilarów, u góry przylegające do lica ścian, poniżej do prostokątnych filarów międzynawowych. Zarówno jak funkcję konstrukcyjną jak estetyczną pełnią arkady. Arkady tworzą artykulację przęseł; gurty z półfilarami łuki zamykające przęsła ścian nawy głównej wsparte na tychże półfilarach oraz arkady międzynawowe. Światło wpada przez niewielkie prostokątne zamknięte półkoliście okna, które są umieszczone w górnych partiach ścian absyd obu chórów, naw, oraz transeptu wschodniego. Chór wschodni jest umieszczony nieco wyżej od pozostałych części świątyni, ze względu na umieszczoną poniżej kryptę.

#### Krypta
Trójnawowa Krypta składa się z czterech przęseł. Tworzy ją kolumnada, masywne kolumny wspierają arkady o kamiennej pasiastej dekoracji. Niektóre z kolumn zachowały ozdobne kapitele, z dekoracją ornamentalną i motywami maski i twarzy ludzkiej na narożach głowic. Podobnie jak chór wschodni krypta jest zamknięta półokrągłą absydą. Pośrodku krypty znajduje się grób pierwszego opata w Maria Laach – Gilberta. Płyta z mozaiką przedstawiającą zmarłego jest repliką oryginału który znajduje się w Rheinisches Landesmuseum w Bonn.

### Elewacje zewnętrzne
Od zewnątrz kościół stanowi zwartą integralną całość składającą się z kubicznych brył. Surowe, niemal pozbawione dekoracji rzeźbiarskiej ściany nadają bryle monumentalności i ciężkości, co jest jedną z najbardziej klasycznych cech romanizmu. Korpus nawowy o skromnych, wzbogaconych jedynie fryzami arkadowymi ścianach łączy dwa chóry z poprzedzającymi je transeptami o bogatym zbiorze brył, który potęgują grupy masywnych wież, po jednej na skrzyżowaniu naw i po dwie przy każdym transepcie. Pomimo zastosowania podobnych środków architektonicznych w kształcie zachodniej i wschodniej części kościoła są liczne różnice. Zasadniczą różnicą jest dominacja masy wież w chórze zachodnim i blokowe masy długich ramion transeptu oraz wydłużonego przęsła prezbiterium w części wschodniej. W chórze zachodnim ramiona transeptu są krótkie, na zachód od transeptu wysunięta jest jedynie absyda, a wieże wschodnie są mniejsze, dwie boczne wieże nie wydłużają transeptu, a przylegają na zewnątrz do naroży prezbiterium i wschodnich ramion transeptu. Efektem tego jest wrażenie wzajemnej równowagi mas pomiędzy obydwoma chórami, które dekorują mnogo nagromadzone typowe dla sztuki romańskiej motywy architektoniczne, takie jak półfilary, lizeny, fryzy arkadowe. Pełniące rolę funkcjonalną niewielkie okna jednocześnie dekorują elewacje. Oprócz pojedynczych prostokątnych półkoliście zamkniętych okien ściany są przeprute oknami okrągłymi, bądź biforiami i triforiami. Ponadto okna wzbogacone są od zewnątrz płaskimi, lecz bogato profilowanymi ościeżami.